# Турне «Динамо» по Великобритании 1945 года

Футболисты московского «Динамо» — участники турне по Великобритании — на обложке журнала «Огонёк». Ноябрь 1945 года

Турне «Динамо» по Великобритании 1945 года — серия из четырёх товарищеских матчей, сыгранных советским футбольным клубом «Динамо» (Москва) в ноябре 1945 года с сильнейшими профессиональными клубами Англии, Уэльса и Шотландии.
13 ноября матч с «Челси» в Лондоне, 17 ноября с «Кардифф Сити» в Кардиффе, 21 ноября с «Арсеналом» в Лондоне и 28 ноября с «Рейнджерс» в Глазго. В двух матчах футболисты клуба «Динамо» добились победы, два были сведены к ничьей, разница мячей 19—9 в пользу «Динамо». В общей сложности на 4 матчах побывало 275 тыс. зрителей.
Игры с клубами Великобритании оказали большое влияние на темпы развития советского футбола в первые послевоенные десятилетия. А успешный исход турне послужил веским доказательством конкурентоспособности советских футболистов на международной арене, что в свою очередь подтолкнуло советских футбольных функционеров к вступлению Федерации футбола СССР в ФИФА.

## Приглашение и подготовка к серии
Осенью 1945 года Ассоциация футбола Англии через посольство СССР в Лондоне официально пригласила чемпиона Советского Союза на Британские острова с целью проведения нескольких товарищеских матчей с лучшими клубами своей страны. Московское «Динамо», которое в напряжённой борьбе с клубом ЦДКА выиграло первые послевоенные золотые медали чемпионата СССР (обойдя армейцев на 1 очко, обменявшись победами в очных поединках), приняло приглашение, несмотря на то, что футбольный сезон в СССР близился к концу и футболисты собирались в отпуска. В завершение сезона команде оставалось провести финальный матч с ЦДКА на кубок СССР, который был назначен на 14 октября и завершился со счётом 2:1 в пользу армейцев.
Игроки команды, впервые в футбольной истории СССР, получили возможность померяться силами с одной из сильнейших футбольных держав мира. В преддверии матчей опыт международных встреч имели только двое динамовцев — капитан Михаил Семичастный и тренер Михаил Якушин.
Подготовку к поездке в Великобританию футболисты проводили на подмосковной базе в Мытищах. Стояла зимняя погода, и перед тренировками футболистам приходилось собственноручно очищать футбольный газон от снега.
Осознавая важность предстоящих матчей, руководство «Динамо», пошло на усиление состава игроками из других клубов, во многом такой шаг был связан с тем, что не все игроки команды находились в хорошем физическом состоянии в конце сезона. Вместе с динамовцами в Англию отправились Всеволод Бобров из ЦДКА и пара игроков ленинградского «Динамо» — Евгений Архангельский и Борис Орешкин.
Боброва Якушин брать не хотел, небезосновательно считая его игроком-индивидуалистом и зная его манеру не отрабатывать в обороне. Но в итоге Бобров был взят как сменщик Василия Трофимова, у которого была травма.

## Ажиотаж в Великобритании
Новость о приезде советских футболистов в Великобританию вызвала большой интерес у местных любителей футбола, переговоры о датах матчей и составе советского клуба велись в обстановке абсолютной секретности. Сроки визита постоянно сдвигались. Назначенная на 31 октября игра с лондонским «Челси» была перенесена на 7 ноября, но и в этот день игра не состоялась. Газета «Дейли Миррор», ссылаясь на «официальные советские круги», сообщала: «Динамо» прибудет в первых числах ноября. По мнению Manchester Evening News, приезжает вовсе не «Динамо», а «Торпедо». Ещё одну версию выдвинули журналисты «Дэйли скетч»: «Советские футболисты приедут не для того, чтобы встречаться с английскими командами, их главная цель — научиться хорошо играть в футбол, чтобы лучше подготовиться к назначенному на весну следующего года матчу сборных СССР и Англии». При этом, кто-то из журналистов выдвинул предположение, что советская сборная приедет не весной 1946 года, а через несколько дней (скорее всего, ему попался на глаза октябрьский номер советской газеты «Московские новости» с кратким отчётом о финале Кубка страны, где был опубликован только состав победителей — ЦДКА; позже, когда в лондонских газетах стали появляться фамилии динамовцев, он обнаружил среди них армейского форварда Боброва, сделав вывод, что едет не «Динамо», а сборная, и поделился своими соображениями с читателями). Через несколько дней «Дейли Миррор» объяснил причину задержки: «Прибытие советских футболистов откладывается в связи с тем, что их не отпускают с работы на заводах, поскольку некоторых из них невозможно заменить». А затем распространился слух, что динамовцы и вовсе не приедут.
Стэнли Роуз, ставший позже 6-м президентом ФИФА и являвшийся инициатором серии, пытался прояснить ситуацию в советском посольстве, но ему ответили, что не знают, кого и когда ожидать. Отбиваясь от назойливых журналистов, совершенно дезориентированный Роуз отвечал: можно ожидать приезда любой советской команды, а не только «Динамо». Наконец 4 ноября, после приёма в Кремле, где от имени правительства напутственную речь произнёс Климент Ворошилов, два небольших самолёта «Дуглас» с советскими футболистами на борту взяли курс на Берлин и, после короткой остановки там, вылетели в Лондон.

## Встреча
В связи с отсутствием точной информации о дате прибытия советских футболистов в Лондон, встреча динамовцев не обошлась без накладок. Первое, на что обратили внимание советские футболисты, это на отсутствие государственного флага СССР при встрече, что многими было расценено как оскорбление. Также негативный отпечаток наложил факт опоздания встречающей делегации, вызванный неожиданным для официальных английских лиц переносом посадки советского рейса из аэропорта «Нортхолт» в Кройдон. И это при том, что аэропорт Кройдон под завязку был забит представителями английской прессы, которая оказалась информирована о переносе, в отличие от Ассоциации футбола Англии.
После прохода таможенного контроля на советских футболистов обрушились журналисты, вызвавшие замешательство и скованность у советских спортсменов, большая часть из которых ни разу в жизни не давала интервью. Этим же днём английская пресса окрестила динамовцев «Одиннадцатью молчаливыми мужчинами в синих пальто», хотя советская футбольная делегация состояла из 37 мужчин и одной женщины — переводчицы Александры Елисеевой.
Большое удивление всех присутствовавших на встрече вызвала выгрузка из советских самолётов больших чёрных ящиков, обитых сатином — советские футболисты, дабы не обременять принимающую сторону, привезли с собой еду.

## Размещение
Советское посольство не располагало возможностью разместить на своей территории футбольную делегацию, состоявшую из почти 40 человек. Лондон, сильно пострадавший от интенсивных бомбардировок вражеской авиации, испытывал серьёзные проблемы с жильём. Местные гостиницы были переполнены, разместить в одной сразу 38 человек возможности не было, с другой стороны ситуация усугублялась множеством международных форумов, проходивших в Лондоне в середине ноября. Со своей стороны Стенли Роуз, действовавший от лица Английской ассоциации, предварительно, согласно первоначально намеченной дате прибытия команды, забронировал номера. Сначала — в одном, а после переноса срока — в другом отеле. Но и там, в связи с задержкой, бронь сняли. В последний момент было принято решение о размещении советских футболистов в казармах королевской гвардии, находившихся в парке Сент-Джеймс. Рассказывает тренер «Динамо» Михаил Якушин:
Мрачное, тёмное здание... Провели нас на второй этаж, показывают на какую-то дверь, говорят: «Здесь вы будете располагаться, сейчас сходим за ключами». Я в замочную скважину стал разглядывать предназначенные нам апартаменты. Вижу большую комнату, неприбранную, стоит коек тридцать, без матрасов и, разумеется, без постельного белья.
После недолгого обсуждения сложившейся ситуации с сотрудниками советского посольства от услуг хозяев команда отказалась. Начались переговоры, по результатам которых было принято компромиссное решение о размещении людей в разных отелях, с последующим переездом в один на следующий день. Таким образом, 6 ноября советская футбольная делегация благополучно воссоединилась в приличном отеле «Империал», расположенном в центре Лондона. Английская общественность, узнавшая о возникшей проблеме из прессы, обрушилась с критикой на английских футбольных функционеров, обвиняя их в бюрократизме, неспособности решения элементарных задач и, наконец, в создании отрицательного имиджа Британии. На телефоны советского посольства было получено более 300 звонков от английских семей, готовых разместить у себя футболистов из СССР.

## Условия советской стороны
После прилёта члены советской делегации, ответственные за организационную часть пребывания советских футболистов на Туманном Альбионе, представили Ассоциации футбола Англии список из 14 пунктов, в котором подробно излагались условия, на которых футболисты «Динамо» будут играть матчи в Великобритании. Принимающая сторона восприняла данный документ практически как ультиматум, и, после долгих обсуждений, приняла 12 пунктов из 14. Особые споры вызвали пункты о замене игроков во время матча, судействе советского арбитра, проведении матчей по субботам и сопутствующий пункт о проведении одного матча в неделю. По итогам обсуждения играть с «Динамо» по субботам англичане решительно отказались. В этот день в Англии проводились матчи внутреннего календаря, и нарушать более чем полувековую традицию хозяева не хотели. Также, при согласовании графика игр по обоюдному согласию отошли от планируемого лимита «матч в неделю». С доводами же советской стороны о необходимости замен и судействе в одном из матчей Николая Латышева англичане согласились.
Пункт о финансовых условиях был единственным пунктом, принятым без обсуждений. В соответствии с ним, общая выручка от продажи билетов за вычетом арендной платы и налогов делилась между участниками поровну. Доля СССР передавалась футбольной ассоциации Англии. Она изымала из этой суммы расходы, связанные с турне, остаток шёл в благотворительный фонд на восстановление Сталинграда. Туда же передавали деньги и британцы.
Полный список требований выглядел так:
1. Футболисты «Динамо» должны встречаться только с клубами, но не со сборной.
2. Матчи должны проводиться по субботам.
3. Одним из соперников «Динамо» должен быть «Арсенал».
4. Футболисты «Динамо» будут выступать, как принято в СССР, без номеров на майках.
5. Одну из встреч должен судить советский арбитр Николай Латышев.
6. Разрешить замены во время матча.
7. Соперники должны за несколько дней до игры огласить список своих футболистов.
8. Советская делегация согласна с предложенными Ассоциацией футбола Англии финансовыми условиями.
9. Предоставить в распоряжение футболистов для тренировок поле, где должна состояться игра.
10. Перед встречей с очередным соперником посмотреть его игру в календарном матче национального чемпионата.
11. Питаться футболисты и члены футбольной делегации будут только в посольстве СССР.
12. Выделить 600 билетов для проживающих в Лондоне советских граждан.
13. Не отвлекать команду на мероприятия, не имеющие отношения к футболу[6].

Англичан возмутило не столько содержание, сколько сам факт предъявления им заранее подготовленных условий в тоне, не терпящем возражений, что походило на ультиматум. Но с другой стороны, советские футболисты проводили серию матчей в стране, которая ещё 4 года назад являлась одним из главных идеологических противников СССР на международной арене, в связи с чем, с их точки зрения, осторожность и бдительность были не лишними.

## «Челси» — «Динамо»
| 13 ноября 1945 | \| Челси \| 3:3 (2:0) \| Динамо \| \| Гоулден, 23' Уильямс, 30' Лоутон, 77' \| Голы \| Карцев, 65' Архангельский, 71' Бобров, 83 \| | Стадион: Стэмфорд Бридж, Лондон Зрителей: 85 000 / более 90 000 Судья: Дж. Кларк |
| «Челси»: Вудли, Теннант, Харрис (к), Бакуззи («Фулхэм»), Расселл, Тейлор, Долдинг, Уильямс, Лоутон, Гоулден, Бейн Гл. тренер: Билли Биррелл «Динамо»: Хомич, Радикорский, Семичастный (к), Станкевич, Блинков, Л. Соловьёв, Архангельский, Карцев, Бесков, Бобров, С. Соловьёв. | |                                                                                  |
| Челси | 3:3 (2:0) | Динамо                                                                           |
| Гоулден, 23' Уильямс, 30' Лоутон, 77' | Голы | Карцев, 65' Архангельский, 71' Бобров, 83                                        |

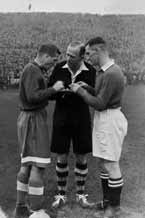
Джон Харрис и Михаил Семичастный

Непосредственно перед игрой у динамовцев возникли проблемы с составом: по приезде в Англию заболел желтухой Малявкин и был выписан из госпиталя по окончании турне. Травму колена получил Трофимов. Матч вызвал необычайный ажиотаж, все билеты на игру были проданы заблаговременно, а стадион во избежание давки открыли за несколько часов до игры, однако этот шаг не возымел действия, давки избежать не удалось. В близлежащий к стадиону госпиталь было доставлено 14 человек, из них 5 с переломами. Динамовцы, которые привыкли в своей стране к некоторому удалению трибун от поля, были удивлены чисто футбольным стадионом, на котором отсутствовали привычные беговые дорожки по периметру газона.
В 13:45, за 15 минут до начала игры, футболисты «Динамо» вышли на поле и стали разминаться, что вызвало удивление у переполненного стадиона, англичане в то время предматчевой разминки не проводили. Прозвучали гимны СССР и Великобритании. Динамовцы вручили футболистам «Челси» по букету цветов, крайне смутив англичан необычным подарком.
Матч начался. Сразу же после стартового свистка советские футболисты навязали хозяевам стремительный темп игры, и уже в первые две минуты голкипер Вудли трижды отбивал мяч, спасая свои ворота. Вскоре Архангельский попал в сетку с внешней стороны, а Бобров и Бесков потревожили перекладину. Отойдя от стартового натиска гостей, хозяева выровняли игру, на 18 минуте пушечный удар Лоутона в потрясающем прыжке парировал Хомич. На 23 минуте матча после розыгрыша углового Бейн выполнил прострельную передачу с левого фланга, Хомич успел к мячу, но Лоутон сумел выбить его из рук вратаря (и в тогдашнем СССР, и в нынешней английской лиге это было бы нарушением правил, но тогда стороны договорились играть по английским правилам тех лет) и перебросить подоспевшему Гоулдену, который отправил мяч в сетку. Отойдя от пропущенного гола, Бобров, получив мяч после розыгрыша штрафного, вышел один на один с голкипером Вудли, но с восьми метров пробил выше ворот.

Уже на 30 минуте игры счёт стал 2:0 в пользу хозяев: после удара Уильямса, воспользовавшегося замешательством не понявших друг друга Хомича и Станкевича, мяч рикошетом от ноги Станкевича второй раз оказался в воротах москвичей. Незадолго до перерыва динамовцы упустили верный шанс отыграться — Рассел в штрафной площади сбил Боброва, и судья Кларк назначил пенальти в ворота хозяев, однако Леонид Соловьёв попал в штангу.
Второй тайм начался в равной обоюдоострой борьбе. Счёт на табло изменился на 65-й минуте, когда Карцев, получивший мяч от Архангельского, прошёл Харриса и сильным ударом из-за пределов штрафной послал мяч в левый угол английских ворот. Уже на 71-й Блинков со штрафного отпасовал Карцеву направо. Тот оттянул на себя нескольких англичан и сделал передачу в центр, откуда Архангельский точным ударом (рикошет от ноги Рассела) сравнял счет. И всё-таки англичане, собравшись с силами, вновь вышли вперёд — Лоутон, опередив всех, на 77-й минуте, головой вколотил мяч в сетку ворот Хомича. Динамовцы всей командой ринулись в атаку в надежде спасти матч, и на 83-й минуте сильный удар Боброва, получившего мяч после прострела Архангельского и рикошета от кого-то из защитников хозяев, достиг цели. Свисток судьи зафиксировал ничейный результат — 3:3. Гвардейский оркестр Её Величества повторно исполнил гимны СССР и Великобритании, зрители смяли оцепление и прорвались на поле — Хомича, Карцева, Семичастного и Боброва, не успевших добраться до раздевалки, публика унесла со стадиона на руках.
Якушин бо́льшую часть матча стоял за воротами «Челси», раздавая указания своим нападающим, чтобы они включали прессинг при потере мяча.
По окончании матча слух об успешной игре динамовцев моментально разнёсся по всей Великобритании. На следующий день статья в «Таймс», к примеру, была озаглавлена: «Футболисты „Динамо“ — игроки первого класса».

## «Кардифф Сити» — «Динамо»
| 17 ноября 1945 | \| Кардифф Сити \| 1:10 (0:3) \| Динамо \| \| Мур, 70' \| Голы \| Бобров, 6', 49', 61' Бесков, 10', 54', 65', 85' Архангельский, 25', 62', 90' \| | Стадион: Ниниан Парк, Кардифф Зрителей: 45 000 Судья: А. Дэвис               |
| «Кардифф Сити»: Маклафлин, Ливер, Стенсфилд (к), Рейболд, Холлимен, Лестер, Мур, Кепсис, Гибсон, Вуд, Кларк. Гл. тренер: Сирил Спирс «Динамо»: Хомич, Радикорский, Семичастный (к), Станкевич, Блинков, Л. Соловьёв, Архангельский, Карцев, Бесков, Бобров, С. Соловьёв. | |                                                                              |
| Кардифф Сити | 1:10 (0:3) | Динамо                                                                       |
| Мур, 70' | Голы | Бобров, 6', 49', 61' Бесков, 10', 54', 65', 85' Архангельский, 25', 62', 90' |

На второй матч серии с валлийским клубом «Кардифф Сити» динамовцы выставили тот же стартовый состав, что и на игру с «Челси». Газон стадиона «Ниниан Парк» был безупречным, перед матчем стояла хорошая погода. Клуб из шахтёрского города Кардифф выступал в третьем английском дивизионе, и, несмотря на низкий ранг, славился быстрой и техничной игрой. Перед матчем национальный оркестр Уэльса исполнил музыку из советской военной песни «Полюшко-поле» и несколько валлийских песен.
Игра началась под диктовку «Динамо», явно превосходящего соперника классом игры. Уже после первого тайма динамовцы вели со счётом 3:0. На 6-й минуте после удара со штрафного Бобров головой направил мяч в сетку ворот Маклафлина. На 10-й Бобров оттянул на себя защитника, выдал точный пас низом Бескову, который с 13 метров удвоил результат. Хозяева на время перехватили инициативу, но на 25-й минуте после многоходовой комбинации по центру Архангельский оказался на ударной позиции и в третий раз огорчил голкипера хозяев.
В перерыве матча состоялся жёсткий разговор Боброва и тренера Михаила Якушина. Динамовский тренер попросил Боброва играть прежде всего на команду, а не брать игру только на себя. В итоге, Бобров внял требованиям наставника.

Во втором тайме хозяева первые 10 минут имели территориальное преимущество, один раз мяч попал в штангу. Однако на 49-й минуте Бобров забил уже четвёртый мяч, а на 54-й мяч через все поле был доставлен Соловьёву, который переадресовал его пяткой Бескову, и тот в пятый раз поразил цель. На 61-й минуте ещё одну атаку гостей завершил Бобров. Через минуту Архангельский завершил ещё одну комбинацию. Английский писатель и журналист Дэвид Даунинг в своей книге «Пасовочка» так описывал действия гостей: 
Динамовские форварды издевались над защитой «Кардиффа» не только количеством голов, но и стилем игры. Быстрая перепасовка оставляла практически не у дел игроков обороны «Сити», заставляя их бегать по полю вхолостую. Русские нападающие с лёгкостью пробегали под носом Маклафлина. Можно даже было представить, как они задумчиво передают друг другу сигарету, решая, кому забивать.
На 65-й минуте Карцев совершил сольный проход и отдал мяч Бескову, тот с близкого расстояния в восьмой раз поразил ворота. На 70-й минуте Мур сумел перебросить мяч через Хомича и «размочить» счёт. Через три минуты за игру рукой в штрафной был назначен пенальти в ворота «Динамо». После удара Терри Вуда с 11 метров, Хомич в левом углу дотягивается до мяча кончиками пальцев, и тот, ударившись в штангу, вылетает в поле. А затем Бесков и Архангельский довели счёт до двузначного — 10:1. В итоге Бесков оформил покер, Бобров и Архангельский сделали по хет-трику.
С матча впервые вёлся радиорепортаж на СССР. Вадиму Синявскому, который был за микрофоном, постоянно приходилось кричать, чтобы его голос был слышен в 45-тысячном хоре валлийских болельщиков. 
По некоторым источникам, перед матчем с «Динамо» футболисты «Кардифф Сити» готовили «секретное оружие». Они помещали на ночь носы своих бутс в раствор соды, чтобы обувь приобрела жёсткость цемента. Игрок валлийцев Джим Меррик и его тесть, работавший в команде, проделали ту же операцию с четырьмя мячами, приготовленными к матчу. Но это не спасло валлийцев от разгрома. После матча английские газеты писали: «Русские нашли стреляющие бутсы», а «Daily Mail» вышла на следующий день с заголовком: «Ни один английский клуб не смог бы победить „Кардифф“ с таким счётом!».

## «Арсенал» — «Динамо»
| 21 ноября 1945 | \| Арсенал \| 3:4 (3:2) \| Динамо \| \| Мортенсен, 12' и 35' Рук, 38' \| Голы \| Бобров, 1', 63' Бесков, 41' С.Соловьёв, 48' \| | Стадион: Уайт Харт Лейн, Лондон Зрителей: 55 000 Судья: Н. Латышев |
| «Арсенал»: Гриффитс (Браун, «Куинз Парк Рейнджерс», 46), Скотт, Джой (к), Бакуззи («Фулхэм»), Холтон («Бери»), Бастин, Мэтьюз («Сток Сити»), Друри, Рук («Фулхэм»), Мортенсен («Блэкпул»), Камнер. Гл. тренер: Джордж Эллисон «Динамо»: Хомич, Радикорский, Семичастный (к), Станкевич, Блинков, Л. Соловьёв (Орешкин, 39), Трофимов (Архангельский, 39), Карцев, Бесков, Бобров, С. Соловьёв. | |                                                                    |
| Арсенал | 3:4 (3:2) | Динамо                                                             |
| Мортенсен, 12' и 35' Рук, 38' | Голы | Бобров, 1', 63' Бесков, 41' С.Соловьёв, 48'                        |

Перед игрой с «Динамо» один из представителей тренерского штаба «Арсенала» выступил в печати с заявлением, что лондонская команда в том составе, в каком она выступает во внутреннем первенстве, ослаблена и не сможет добиться успеха в игре против «Динамо». После заявления руководство «Арсенала» по примеру москвичей приняло решение пригласить на матч против советских футболистов несколько игроков из других английских клубов. Этими игроками стали форварды сборной Англии — Стэнли Мэтьюз (клуб «Сток Сити») и Стэн Мортенсен (клуб «Блэкпул»), а также вратарь Гарри Браун (клуб «Куинз Парк Рейнджерс»).
21 ноября в Лондоне стоял густой туман, небо было пасмурным, столбик термометра показывал +4 градуса, видимость составляла 30-40 метров. Свисток судьи, символизирующий старт матча между «Арсеналом» и «Динамо», прозвучал в 14:15 по Гринвичу. Матч начался атаками динамовцев, которые уже на 1-й минуте усилиями Боброва, получившего голевой пас от Сергея Соловьёва, открыли счёт. Однако хозяева быстро отыгрались — на 12-й минуте Бэстин сделал проникающий пас на Рука, тот переправил мяч на ход Мортенсену, который сильно и точно пробил в ворота мимо Хомича.

Вратарь «Динамо» — Алексей Хомич, в броске за мячом.

 На 35-й Мэтьюз обошёл Станкевича, сделал навес на Мортенсена, и тот хлёстким ударом вывел хозяев вперёд. На 38-й Камнер прошёл по бровке, сделал поперечную передачу, и Рук сильно и точно пробил по воротам. Через минуту в столкновении с соперником тяжёлую травму получил Леонид Соловьёв, которого заменил Орешкин. Затем получил удар по голове, мешая пробить по воротам Боброву, голкипер англичан Гриффитс. Придя в себя, он вновь травмировался после броска в ноги выходившему один на один с ним С. Соловьёву. Превозмогая боль, голкипер доиграл первый тайм, в перерыве его заменил Гарри Браун. На 41-й минуте Бесков получил мяч на левом фланге и, пробив мимо Гриффитса, сократил разрыв в счёте до минимума — 2:3. В перерыве в раздевалку «Динамо» проследовал представитель «Арсенала» и предложил прекратить матч из-за тумана, но получил отказ. Игра возобновилась. На 48-й минуте Сергей Соловьёв, получив навесную передачу, несильным ударом между рук голкипера Брауна сравнял счет. На 63-й минуте Бесков в борьбе с Джоем отбросил мяч Боброву, и тот, точно пробив с линии штрафной, вывел динамовцев вперёд — 4:3. Через несколько минут Рук прорывался к штрафной динамовцев, Семичастный, пытаясь остановить атаку, прыгнул ему на спину, но, получив в ответ сильный удар локтем в лицо, выключился из единоборства, Рук же устоял, и метров с 30 сильным ударом поразил ворота Хомича. Однако советский арбитр Николай Латышев, судивший матч, гол не засчитал, назначив штрафной в сторону ворот «Динамо» с места нарушения правил Семичастным, что вызвало негодование англичан. В последние 20 минут инициативой владели динамовцы, могли забить ещё, однако счёт так и не изменился. Победа «Динамо» над «Арсеналом» вызвала большой резонанс, хотя многие газеты винили в поражении туман и советского судью Латышева.
Во время матча в тумане футболисты несколько раз принимали судью Латышева за своего игрока, адресовав ему несколько передач. Чтобы не вносить в игру путаницу, в перерыве советский арбитр сменил тёмную форму на светлую. После игры руководство «Арсенала» выделило три игровых эпизода, в которых, по их мнению, советский судья допустил грубейшие ошибки. Они считали, что третий и четвёртый голы «Динамо», забитые соответственно С. Соловьёвым и Бобровым, были проведены из положения вне игры. Помимо этого, они считали ошибкой не засчитанный гол Рука. Эту же позицию отражают позднейшие английские публикации.

## «Рейнджерс» — «Динамо»
| 28 ноября 1945 | \| Рейнджерс \| 2:2 (1:2) \| Динамо \| \| Смит, 40' Янг, 75' (пен.) \| Голы \| Карцев, 3', 24' \| | Стадион: Айброкс, Глазго Зрителей: 90 000 / ок. 120 000 Судья: Т. Томпсон |
| «Рейнджерс»: Доусон, Линдсей, Янг, Шоу (к), Уоткинс, Саймон, Уодделл, Гиллик, Смит (Данкенсон, 72), Рей, Джонстон. Гл. тренер: Билл Струт «Динамо»: Хомич, Радикорский, Семичастный (к), Станкевич, Блинков, Орешкин, Архангельский, Карцев, Бесков, Бобров (Дементьев, 63), С. Соловьёв. |                                                                                                   |                                                                           |
| Рейнджерс | 2:2 (1:2)                                                                                         | Динамо                                                                    |
| Смит, 40' Янг, 75' (пен.) | Голы                                                                                              | Карцев, 3', 24'                                                           |

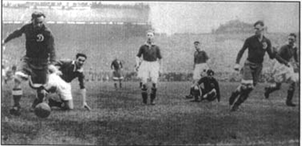
28 ноября 1945 «Рейнджерс» — «Динамо»

Советская делегация, столкнувшаяся с наличием «гостевых» игроков в «Арсенале», решительно возражала против появления в составе «Рейнджерса» Джеймса Кэски, который переходил в команду из «Эвертона». Доводы хозяев, что документы на его переход вот-вот должны поступить по почте, не были приняты, и хозяевам пришлось уступить.
Завершающий матч британского турне динамовцы проводили 28 ноября на стадионе «Айброкс» с самым титулованным шотландским клубом «Рейнджерс». Стадион с первых же минут матча очень шумно поддерживал хозяев поля, однако уже на 3-й минуте Саймон сбил Бескова у линии штрафной, и Карцев с 20 метров со штрафного несильно послал мяч «впритирку» с правой от голкипера Доусона стойкой (почему-то «стенку» шотландцы не выстроили). Вскоре английский судья Томпсон назначил не вполне очевидный пенальти после нарушения правил Станкевичем. Хомич в прыжке отразил удар Уоддела поднятыми руками, мяч отскочил в перекладину, и Семичастный выбил его в поле. Шотландцы опасно атаковали, но и динамовцы не сбавляли темп игры, вскоре Архангельский с 17 метров попал в перекладину. На 24-й минуте гости провели многоходовую комбинацию. Сергей Соловьёв отпасовал Архангельскому, тот Боброву, который оттянул на себя двух защитников, сделал продольную передачу Бескову, и тот в одно касание переправил мяч между защитниками «Рейнджерс» на ход открывшемуся Карцеву, который также в одно касание хлёстким ударом точно пробил в левый нижний угол. В концовке первого тайма игра динамовцев в одно касание вызывала восхищение болельщиков. Шотландцы выглядели несколько неуклюже на фоне гостей, однако, вскоре вновь взвинтили темп и вернули игровое преимущество.
На 40-й минуте Гиллик выиграл борьбу в воздухе у Семичастного, мяч приземлился в семи метрах от ворот между Смитом, Радикорским и Хомичем, которые столкнулись друг с другом в воздухе, и мяч, попав в грудь Смита, вкатился в ворота. Во втором тайме хозяева продолжали атаковать и несколько раз не попадали в ворота из выгодных положений. Британская пресса считала, что динамовские защитники играли не вполне чисто, отталкивая соперников и хватая их за футболки. На 75-й минуте арбитр назначил второй, ещё более сомнительный, чем первый, пенальти в ворота «Динамо». Нарушения правил в борьбе с шотландским форвардом динамовец Радикорский не допустил, и судья в поле назначил поначалу свободный удар от ворот «Динамо», но потом, посовещавшись с помощником, переменил решение и показал на 11-метровую отметку. Янг пробил в левую от Хомича сторону и сравнял счёт — 2:2. Штурм «Рейнджерс» на последних минутах успеха не принёс, и матч завершился вничью.
Михаил Якушин отмечал после игры: «Я никогда не имел привычки искать причины неудач своей команды в судейских ошибках. Но в этой игре, мне кажется, арбитр погрешил против истины».

## Статистика игроков
| Игрок                 | Позиция      | Матчи | Мячи |
| --------------------- | ------------ | ----- | ---- |
| Алексей Хомич         | Вратарь      | 4     | −9   |
| Всеволод Радикорский  | Защитник     | 4     | −    |
| Михаил Семичастный    | Защитник     | 4     | −    |
| Иван Станкевич        | Защитник     | 4     | −    |
| Всеволод Блинков      | Полузащитник | 4     | −    |
| Леонид Соловьёв       | Полузащитник | 3     | −    |
| Борис Орешкин         | Полузащитник | 2     | −    |
| Евгений Архангельский | Нападающий   | 4     | 4    |
| Василий Трофимов      | Нападающий   | 1     | −    |
| Василий Карцев        | Нападающий   | 4     | 3    |
| Николай Дементьев     | Нападающий   | 1     | −    |
| Константин Бесков     | Нападающий   | 4     | 5    |
| Всеволод Бобров       | Нападающий   | 4     | 6    |
| Сергей Соловьёв       | Нападающий   | 4     | 1    |

Главный тренер команды: Михаил Иосифович Якушин.

## Итоги турне и его влияние на развитие футбола в СССР
Поездка «Динамо» на Британские острова оказала большое влияние на последующее развитие футбола в СССР. В первую очередь москвичи продемонстрировали зарубежной спортивной общественности силу советского футбола, наглядно доказав, что лучшие команды СССР могут на равных играть с лучшими западными клубами. С другой стороны футбольные функционеры в СССР убедились в конкурентоспособности отечественных футболистов на международной арене. И, не боясь более провала, уже в 1946 году, после долгих уговоров[кого?], Комитет по физической культуре и спорту при Совете министров СССР дал согласие на вступление Секции футбола СССР в ФИФА.
Многие нововведения, увиденные в Англии, появились и в организационной части проведения внутреннего первенства СССР. Так, начиная с сезона 1946 года, на футболках игроков появились номера, а каждый проведённый матч стал сопровождаться протоколом, в котором отмечались составы играющих команд, хронология замен, удаления, а также авторы забитых мячей.
Международные товарищеские матчи на клубном уровне и впоследствии проходили регулярно, но ни один из них не имел такого внутреннего и международного резонанса, как легендарная поездка «Динамо» в Великобританию осенью 1945 года.
10 октября 1997 года Центральный банк России выпустил монету стоимостью 1 рубль. На монете изображён вратарь Алексей Хомич в створе футбольных ворот во время турне по Великобритании в 1945 году. На втором плане — башня Биг-Бен в Лондоне и государственные флаги СССР и Великобритании. На фоне сетки ворот слева вверху — контур головы тигра (во время турне А. Хомич за свою блестящую реакцию и прыгучесть получил прозвище «тигр»), слева внизу — буква «Д» в ромбе (эмблема спортивного общества «Динамо»). Внизу по кругу надписи: «Турне по Великобритании. 1945». Вверху по кругу надпись: «100-летие Российского футбола».

## Кинематограф
- Художественный фильм «Одиннадцать молчаливых мужчин» (Россия, 2022; реж. А. Пиманов)
- документально-игровой фильм «С мячом в Британию» (Россия, 2019)
- «Операция „Динамо“, или Приключения русских в Британии». (Россия, 2022)[19]